# Küstenbefehlshaber Ostfriesland
Küstenbefehlshaber Ostfriesland war die Bezeichnung einer militärischen Dienststelle der deutschen Kriegsmarine und ihres Befehlshabers. Ihm oblag die Küstenverteidigung im Raum Ostfriesland während der ersten Hälfte des Zweiten Weltkriegs. Er unterstand dem Chef der Marinestation der Nordsee. Das Hauptquartier befand sich in Wilhelmshaven.

## Geschichte
Die Dienststelle entstand unter der Bezeichnung Festungskommandant Ostfriesland im Zuge des Aufbaus der Kriegsmarine ab 1935. Nach der Besetzung der Niederlande im Mai 1940 wurde der Verantwortungsbereich des Küstenbefehlshabers Ostfriesland um die fünf nördlichen niederländischen Küstenprovinzen erweitert. Mit Kriegsbeginn erhielt sie die Bezeichnung Küstenbefehlshaber Ostfriesland. Im Februar 1941 wurde sie mit der Dienststelle Küstenbefehlshaber Nordfriesland zum Küstenbefehlshaber Deutsche Bucht zusammengefasst.

## Befehlshaber
Den Dienstposten des Küstenbefehlshabers Ostfriesland hatten folgende Offiziere inne:
- Oktober 1937 – Januar 1940 Konteradmiral Paul Fanger (zunächst bis September 1939 als Festungskommandant Ostfriesland)
- Januar 1940 – Juli 1940 Konteradmiral Friedrich-Wilhelm Fleischer
- August 1940 – Februar 1941 Konteradmiral Johannes Bachmann (anschließend Küstenbefehlshaber Deutsche Bucht)

## Chef des Stabes
- Fregattenkapitän Archibald Goetz: von September 1939 bis zur Auflösung der Dienststelle

## Unterstellte Verbände
Der Kommandobereich des Küstenbefehlshabers Ostfriesland war in sieben Abschnitte gegliedert, denen wiederum kleinere Verbände unterstanden. Außerdem unterstanden ihm mehrere weitere Abteilungen direkt.

### Direkt unterstellte Abteilungen
- II. Marineartillerieabteilung (Wilhelmshaven)
- VI. Marineartillerieabteilung (Emden)
- Marineflugmeldeabteilung Ostfriesland (Wilhelmshaven)
- Marinekraftfahrabteilung Wilhelmshaven
- 2. Marinekraftfahrlehrabteilung (Norden)
- Marinelandesschützenabteilung (Wilhelmshaven)

### Abschnitt Borkum
Verantwortlich für die Insel Borkum und ab Mai 1940 für die niederländische Insel Rottum.
- Hafenschutzflottille Borkum
- Marineartillerieabteilung 116
- Marineflakabteilung 216

### Abschnitt Emden
Zum Abschnitt Emden gehörte der westliche Teil der ostfriesischen Halbinsel ohne die vorgelagerten Inseln. Mit der Besetzung der Niederlande im Mai 1940 wurde der Abschnitt Emden um die niederländischen Provinzen Friesland, Gelderland, Groningen, Overijssel und Utrecht einschließlich der Inseln Schiermonnikoog, Ameland, Terschelling und Vlieland erweitert.
- Hafenkommandant Delfzijl (ab Mai 1940)
- Hafenkommandant Groningen (ab Mai 1940)
- Hafenkommandant Harlingen (ab Mai 1940)
- Marineflakabteilung 246 (Harlingen) (ab Mai 1940)
- 6. Ersatz-Marineartillerieabteilung (Emden)
- 10. Ersatz-Marineartillerieabteilung (Norden)

### Abschnitt Norderney
Zum Abschnitt Norderney gehörten die Inseln Norderney, Baltrum und Juist.
- Marineartillerieabteilung 126 (Norderney), aufgelöst 1940
- Marineflakabteilung 126 (Norderney)

Von August 1939 bis Oktober 1939 war Korvettenkapitän Walter Hülsemann Abschnittskommandant.

### Abschnitt Wangerooge
Zum Abschnitt Wangerooge gehörten die Inseln Wangerooge, Spiekeroog, und Langeoog. Bis Januar 1940 unterstand dem Abschnitt außerdem die Batterie in Horumersiel. Alle übrigen Truppen lagen auf Wangerooge.
- Marineartillerieabteilung 112 (bis Juli 1940)
- Marineartillerieabteilung 132
- Marineflakabteilung 232

### Abschnitt Wilhelmshaven
Zum Abschnitt Wilhelmshaven gehörte der östliche Teil der ostfriesischen Halbinsel ohne die vorgelagerten Inseln.

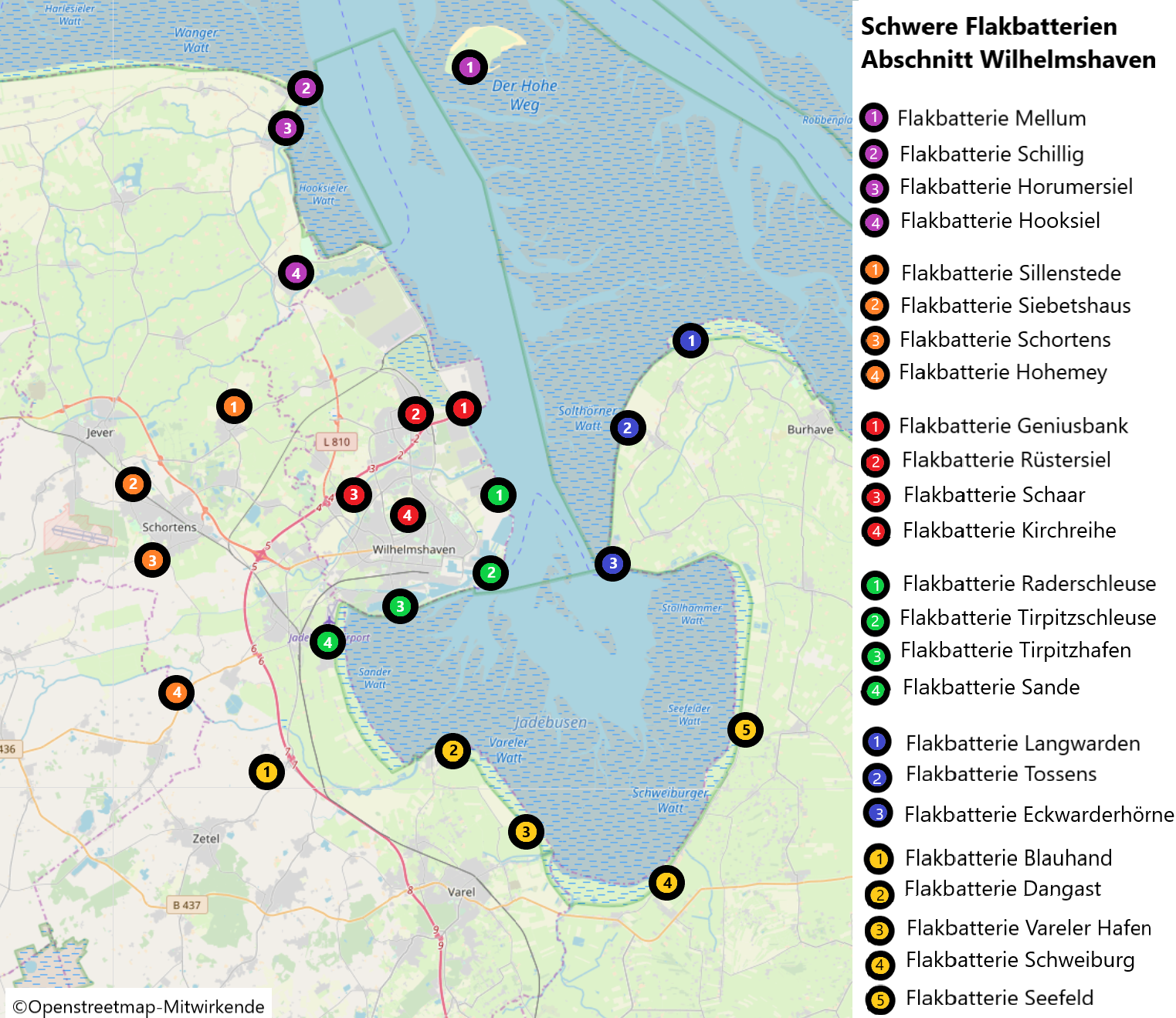
Position der Flakbatterien im Abschnitt Wilhelmshaven

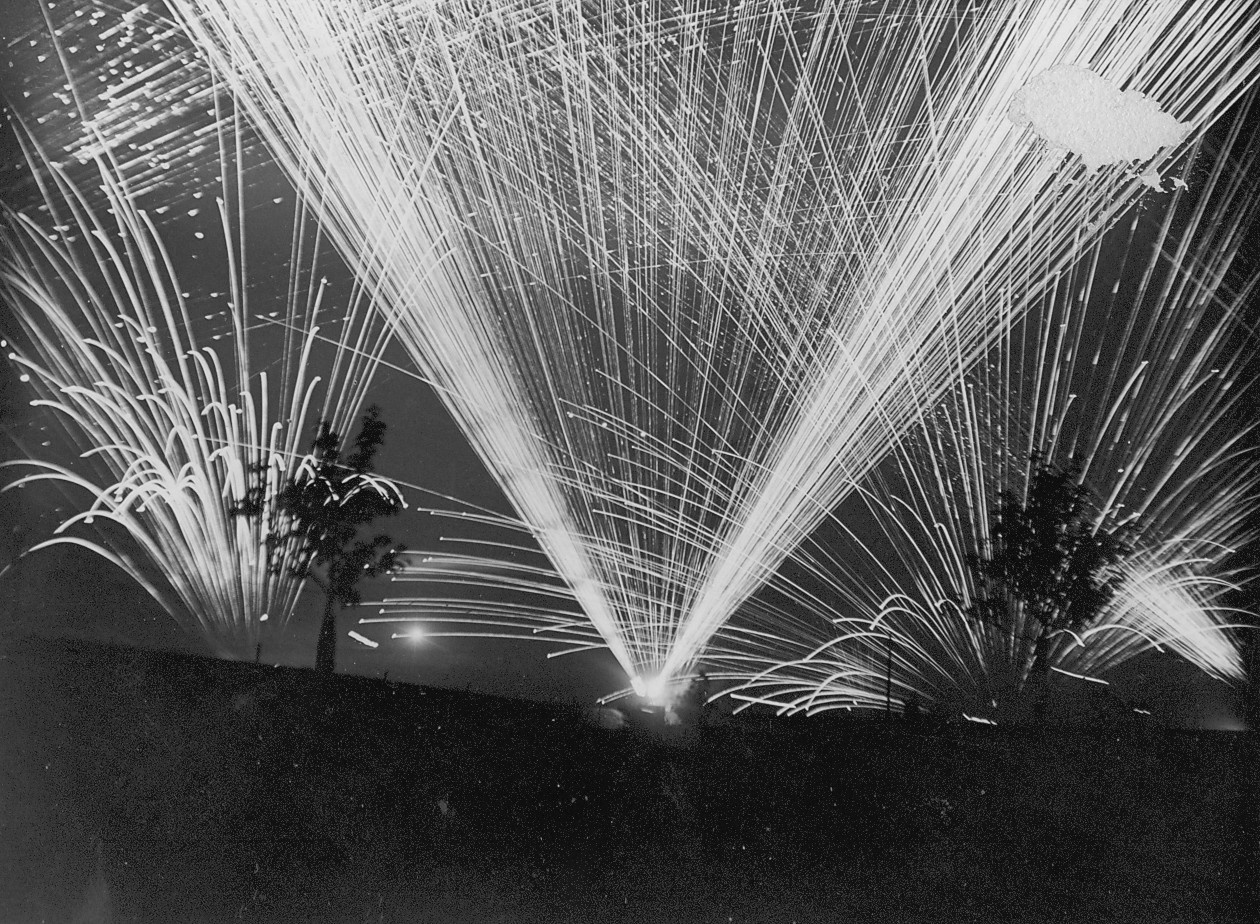
Schießen der Marine-Flak

- Hafenschutzflottille Wilhelmshaven
- Wehrmachtskommandant Wilhelmshaven
- 2. Marineflakregiment (Wilhelmshaven)
  - Marineflakabteilung 212 (Wilhelmshaven, Fortifikationsstraße) mit Flakbatterie Kirchreihe, Flakbatterie Geniusbank, Flakbatterie Rüstersiel und Flakbatterie Schaar
  - Marineflakabteilung 222 (Vareler Hafen) mit Flakbatterie Seefeld, Flakbatterie Schweiburg, Flakbatterie Dangast, Flakbatterie Vareler Hafen, Flakbatterie Blauhand und der schwimmenden Flakbatterie Medusa
  - Marineflakabteilung 252 (Heidmühle) mit Flakbatterie Hohemey, Flakbatterie Schortens, Flakbatterie Siebetshaus und Flakbatterie Sillenstede
  - Marineflakabteilung 262 (Wilhelmshaven, Schleusen/Westwerft), Flakbatterien Sande, Flakbatterien Tirpitzhafen und Flakbatterien Tirpitzschleuse
  - Marineflakabteilung 272 (Tossens) mit Flakbatterie Kilwa, Flakbatterie Eckwarderhörne und Flakbatterie Langwarden
  - Marineflakabteilung 282 (Hooksiel) mit Flakbatterie Schillig, Batterie Horumersiel, Flakbatterie Hooksiel, Flakbatterie Sillenstede, Flakbatterie Mellum und der schwimmenden Flakbatterie Arcona
- 2. Ersatz-Marineartillerieabteilung (Wilhelmshaven)

### Abschnitt Wesermünde
Zum Abschnitt Wesermünde gehörte das Küstengebiet östlich der Weser.
- Marineflakabteilung 244 (Wesermünde) einschließlich der Flakbatterie Tabar.

### Abschnitt Helgoland

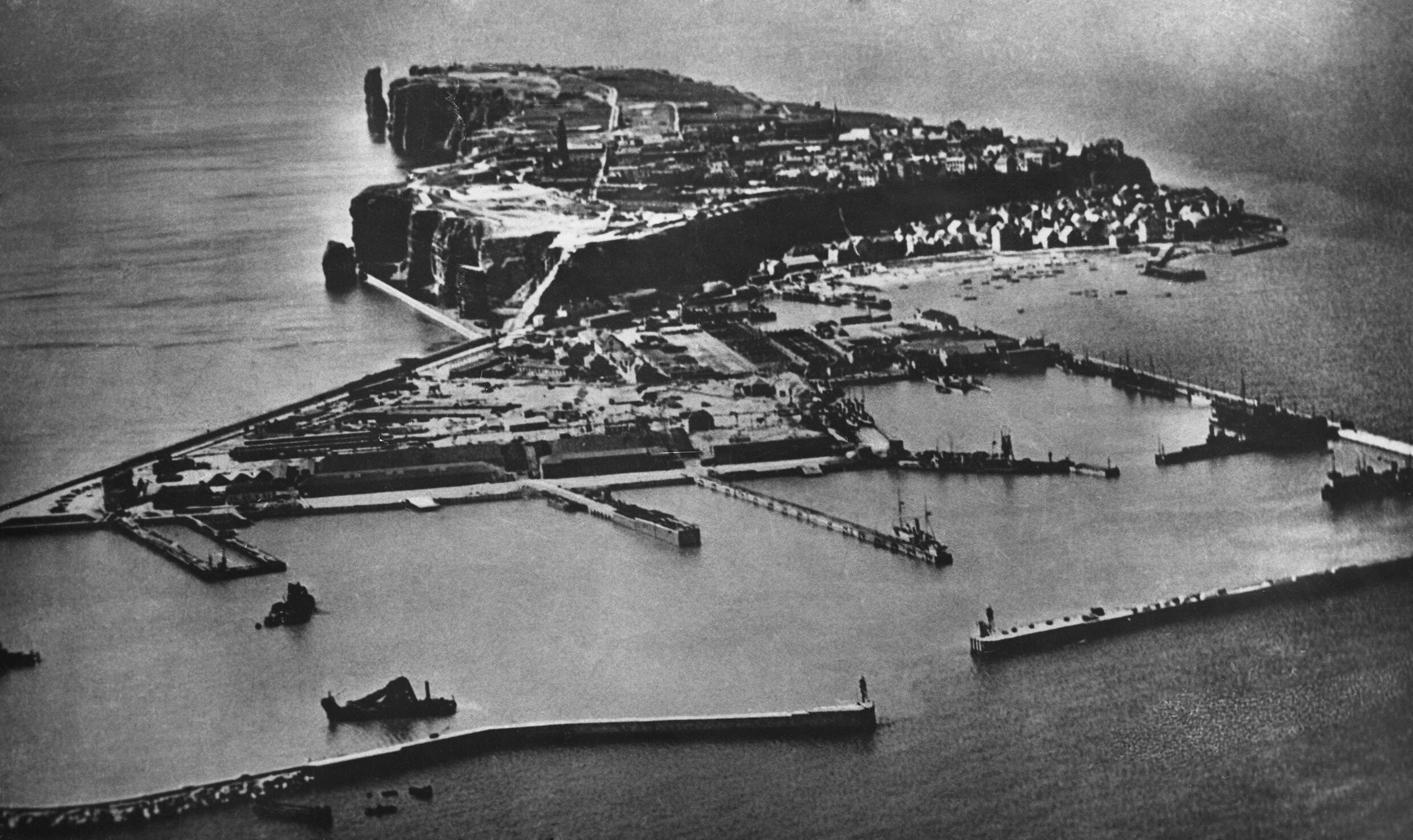
Helgoland als Marinestützpunkt im Zweiten Weltkrieg

Zum Abschnitt Helgoland gehörte die Insel Helgoland einschließlich der benachbarten Düne.
- Marineartillerieabteilung 12
- Marineflakabteilung 242